# Гулящие люди
Гуля́щие лю́ди, называемые также захребетники или подсуседники, — в России XVI—XVIII веков, разряд населения, состоявший из вольных, не приписанных ни к служилым, ни к посадским, людей; это были отпущенные на волю господами слуги, выходцы из плена и вообще не записанные в писцовые и переписные книги.
В Русском государстве только вольные гулящие люди были вполне свободны, не будучи связаны никакими общественными и государственными обязанностями, пользовались полною свободою передвижения по странам (краям) государства и выборе занятий для своего пропитания и жизни.
Подобно холопам, гулящие люди не несли никаких государственных повинностей и не платили податей; пользуясь свободой передвижения, они занимались ремёслами, жили работой по найму, за чужим «хребтом», как говорили тогда.
Гулящие люди часто сами отдавались в кабалу, нанимаясь в прислуги, они через 6 месяцев закабалялись за господином; впоследствии этот срок был сокращён до трёх месяцев. Указами Петра I о ревизии предписывалось взять годных гулящих людей в солдаты, а негодные к военной службе были обязаны записываться в подушный оклад за теми помещиками, на землях которых их застала перепись, или за теми, которые соглашались их записать за собою.
О гулящих людях также был снят фильм Гулящие люди (фильм), в котором описываются Медный бунт и Восстание Степана Разина.